# Storia di Enna
Le origini dell'insediamento di abitanti nel sito di Enna si perdono nella notte dei tempi.

## Le tracce del Neolitico
Insediamenti d'età neolitica, databili al XIV secolo a.C., sono venuti alla luce su un rilievo, il Cozzo Matrice, nei pressi del lago Pergusa, dove sorgeva un villaggio fortificato, le cui mura e i resti sono ancora fruibili, in cui spiccano un tempio più tardo dedicato alla dea Kore, e una interessante necropoli. Altri insediamenti neolitici, attorno al lago, testimoniano della presenza umana e dell'introduzione della coltivazione dell'ulivo che colora le colline della conca pergusina nonostante gli oltre 700 metri d'altitudine.
Altri reperti neolitici sono le grotte sepolcrali nel quartiere Fundrisi nelle vicinanze della Porta di Janniscuru.
I reperti sono custoditi nel Museo Archeologico Regionale di Enna e nel Museo Alessi di Enna.

## I Sicani
Tracce di presenza dei Sicani fanno ritenere che sia stata utilizzata in virtù della sua particolare posizione, a oltre 900 m sul livello del mare nonché nel centro geografico della Sicilia, utile pertanto per l'avvistamento e la difesa. Nell'antica lingua sicana En-naan significava luogo ameno e forse questa è la motivazione del nome attribuito al sito. 
È teoria diffusa che proprio i Sicani, tredici secoli prima di Cristo, abbiano eretto, sullo sperone orientale del monte Enna, una roccaforte militare di grandissima importanza per quell'epoca remota della storia, che adattamenti e rifacimenti svevi nel Medioevo trasformarono nell'attuale simbolo architettonico della città, l'imponente Castello di Lombardia. 
Sembra proprio di origine sicana anche l'introduzione nella zona dell'agricoltura e del culto di una dea madre la cui identità si fonderà poi con la Demetra dei greci, nota appunto come Dea delle Messi. In suo onore fu eretto sulla Rocca di Cerere un grande Tempio pagano, descritto tra gli altri da Cicerone, che richiamava pellegrinaggi da tutto il mondo pagano.
L'avanzata dei Siculi da oriente rese ancora più importante l'esistenza del sito di Enna che riuscì a resistere e a stipulare un trattato di pace con gli invasori.
In seguito le due popolazioni si fusero e integrarono; per circa cinque secoli, fino all'arrivo dei greci, Henna e le città circonvicine, Agyrio, Ergezio, Kentoripa, Enghion ed altre, formarono quasi una nazione ricca e fiorente che solo dopo parecchio tempo venne attratta nell'area di influenza greca. Soprattutto ad Henna l'elemento siculo mantenne una sua propria individualità.

## I periodi greco-siceliota e romano
L'ellenizzazione della città è testimoniata dalla moneta battuta che è di tipo greco già nel V secolo a.C. La città, la polis, fu chiamata Henna dai greci; era conosciuta in tutta la Sicilia per il suo tempio con il culto di Cerere, per i greci Demetra: i pellegrini vi si recavano persino da Roma. Il periodo presenta alterne vicende in cui Henna fa parte delle poleis sottomesse a Siracusa, come nel 396 a.C. quando il tiranno Dionigi I la conquistò con l'inganno e altre, come nel il periodo di Timoleonte, in cui riacquistò la propria autonomia.
Si mantenne tuttavia abbastanza indipendente e fiorente almeno fino al 307 a.C. quando cadde definitivamente sotto il dominio del Regno siceliota di Agatocle che, alla maniera ellenistica dei diadochi orientali, si era incoronato Re di Sicilia, tale situazione politica si protrasse fino al regno di Gerone II e dei suoi successori; successivamente, le legioni romane riuscirono a sottomettere Henna dopo lunghe battaglie e un'orribile strage commessa da Lucio Pinario, uno dei generali del console Claudio Marcello, il conquistatore di Siracusa nel 212 a.C.
La presa di Henna da parte dei Romani fu certamente una delle più ardue imprese che i soldati di Roma avessero mai condotto in Sicilia: essendo la città arroccata su un altipiano imprendibile, e difesa da una fortezza d'origine sicana, essi dovettero ricorrere alla rete fognaria per infiltrarsi fino in cima al monte e conquistare la roccaforte di Sicilia. Da tale esperienza i Romani nominarono Henna Urbs Inexpugnabilis. 
 Cadde successivamente sotto l'influenza dei Cartaginesi. 
Dopo la conquista romana ottenne il titolo di municipalità libera e divenne fornitrice di risorse alimentari in virtù della fertilità del suo suolo definito il granaio di Sicilia, dovendo però pagare la decima dei prodotti agricoli a Roma. Tuttavia lo sfruttamento romano alimentò un sempre più grave malcontento finché nel 135 a.C. non scoppiò la sanguinosa Prima guerra servile. A capo della rivolta uno schiavo siro di nome Euno che si proclamò re e che fece battere moneta col nome di Basileus Antiocos e per ben tre anni tenne in scacco i romani, anche perché la rivolta, si era estesa a tutta l'isola. Furono commesse molte atrocità soprattutto verso le famiglie patrizie; la riconquista romana sottopose la città ad un duro regime vessatorio culminato poi nelle espoliazioni del pretore saccheggiatore Verre che provocarono anche la dura protesta di Cicerone con le sue Verrine. 
Con la costituzione dell'impero romano Enna riottenne il suo titolo di municipalità e la conservò anche dopo la caduta di questo. Quando iniziarono le invasioni barbariche fu proprio la sua posizione elevata e inespugnabile a salvarla. Nel 535 cadde sotto il dominio dell'impero romano d'oriente riacquistando la sua importanza proprio come roccaforte militare bizantina.

## Il periodo della Sikelia Bizantina e l'Emirato di Sicilia
Fino all'858 Enna rimase sotto i bizantini che vi trasferirono il comando militare e amministrativo data la sua importanza come città strategica. 
Quando gli arabi invasero la Sicilia, dopo la caduta di Palermo vi si asserragliarono le ultime forze di difesa bizantine. Gli assedianti si stanziarono a lungo sulla montagna di fronte, a Qualat-Shibeth (Calascibetta) e fu una delle ultime città a cadere e non perché espugnata.
Il periodo arabo fu comunque quello della rifioritura; governata dall'emiro Kaid venne identificata come nuova capitale musulmana dell'Isola assumendo il nome di Qasr-yannih, che vuol dire castello di Enna.

## Enna nel Regno di Sicilia
Non fu facile al conte Ruggero espugnare la città; gli occorsero ben quindici anni di assedio. 
Enna gli venne consegnata nel 1087 solo grazie ad un patto con il comandante saraceno, signore di Castrogiovanni e Girgenti, Ibn-Hamud. Il nome della città a questo punto viene convertito nella forma di Castrogiovanni e tale rimarrà fino all'epoca fascista. Il periodo normanno vede anche l'insediamento di colonie di lombardi e piemontesi a Castrogiovanni, ma anche a Nicosia, e Piazza Armerina. Ma, mentre le varie città vennero assegnate come feudi ai cavalieri e alle diocesi, Castrogiovanni rimase città demaniale divenendo importante centro culturale e politico del regno siciliano. Nel 1130 Ruggero II fece restaurare l'antica fortezza sicana oggi nota come il Castello di Lombardia. 
Federico II Re di Sicilia e del Sacro Romano Impero, tra il 1200 e il 1240 vi fece costruire la Torre ottagonale, operando modifiche all'Antico Castello.
Dopo la breve parentesi angioina, terminata coi Vespri siciliani (1282), e l'avvento della nuova Dinastia aragonese sulla Sicilia, si riaprì la parentesi felice per Enna. Re Federico III di Sicilia stabilì a Enna la sua residenza estiva, vi ricevette il titolo di Re di Sicilia nel 1304 e vi convocò il Parlamento siciliano nel 1324. Con Federico III e la moglie Eleonora vi furono importanti restauri e l'edificazione del Duomo.

## La città durante il Viceregno
I privilegi di città demaniale di Castrogiovanni decaddero quando dal XVI secolo il Regno di Sicilia entrò a fare parte dell'Impero Spagnolo come vicereame e pian piano anche l'importanza della città si ridusse. Gli spagnoli erano interessati solo allo sfruttamento delle ricchezze del suolo e della produzione agricola. 
 Nel 1713 il Trattato di Utrecht assegnò il Regno di Sicilia al Duca Vittorio Amedeo di Savoia ma questi dopo poco la barattò con la Sardegna consegnandola alla monarchia austriaca.

## Enna nel Regno di Sicilia durante la Dinastia Borbonica
La dominazione austriaca durò poco; nel 1738 il trattato di Vienna assegnò la Sicilia a Carlo III di Borbone, ma neanche questo nuovo cambiamento arrecò beneficio alla città, che i borboni penalizzarono pesantemente, favorendo al contrario il ripopolamento delle campagne circostanti, con il chiaro intento di sfruttare le potenzialità agricole del circondario.
Nel 1787 vi soggiornò per una notte Goethe in condizioni molto disagevoli:
(Johann Wolfgang von Goethe, Viaggio in Italia)
I Borboni favorirono politicamente il comprensorio nisseno, alla cui provincia aggregarono anche il territorio di Enna, che così rimase sino all'epoca fascista.

## Dall'unità d'Italia all'elezione a capoluogo di provincia
L'allora Castrogiovanni, contava già 15 000 abitanti ed essendo uno dei centri più popolosi dell'entroterra siciliano, fu attivamente coinvolta nell'impresa dei mille contribuendo all'unificazione dell'Italia.
L'eroe dei due mondi, Giuseppe Garibaldi, passò da Castrogiovanni nel 1861, e parlò al suo popolo, dal Palazzo Varisano, oggi sede del Museo Archeologico Regionale di Enna, di fronte al Duomo della città. Il discorso che Garibaldi tenne è celebre per via del motto O Roma o la morte! con cui incitò gli ennesi ad unirsi alla sua spedizione. 
Nella seconda metà dell'Ottocento, Castrogiovanni trovandosi al centro di un territorio ricchissimo di zolfo, con le sue miniere alimentò per quasi un secolo il mercato internazionale. In realtà le solfare erano dei veri campi di lavori forzati anche per giovanissimi solfatari, spesso non ancora adolescenti, venduti dalle famiglie più povere per estrarre il minerale giallastro. Vennero a tale scopo approntate numerose linee ferrate minerarie. 
L'attività mineraria andrà sempre più riducendosi fino al secondo dopoguerra, rimanendo tuttavia sempre ricchezza e piaga per la città di Enna.
Il nuovo secolo vede la intensa attività politica e parlamentare del grande ennese Napoleone Colajanni, e il lustro letterario dei racconti di Nino Savarese, che suonarono come un segno di riscatto per la poco considerata e povera Castrogiovanni.
Con l'avvento del fascismo vi furono sommosse nella città, finché il 12 gennaio 1927 non fu proprio il Duce Benito Mussolini a scegliere Castrogiovanni come capoluogo di una nuova provincia, a dispetto delle vicine Piazza Armerina e Caltagirone, all'epoca più popolose di Enna. Sul finire dello stesso anno le fu restituito l'antico nome legato all'epoca storica greco-romana.

## Dal 1927 agli anni Ottanta
Quando fu eretta a capoluogo di provincia, Enna aveva circa 20 000 abitanti, e non conosceva altre attività che non fossero l'agricoltura e l'estrazione dello zolfo. L'essere divenuta la nona provincia siciliana, proprio nel cuore dell'isola, con l'aumento di nuovi posti di lavoro nel terziario, apportò un certo sviluppo alla città, che raggiunse i 31 000 abitanti, limite tutt'oggi insuperato. Il nuovo status di capoluogo di provincia le permise di revisionare la propria struttura urbanistica, con l'abbattimento di vecchi rioni per far posto a piazze, viali, palazzi ed uffici.
Il versante occidentale dell'altipiano in cui spicca la Torre di Federico II, che sino agli anni 1930 era ricoperto da un fitto bosco, venne disboscato e completamente urbanizzato, per l'incremento demografico e la necessità di uffici pubblici.
Bombardata dagli alleati il 13 luglio 1943, Enna conobbe un ridimensionamento demografico, anche a causa del crollo dell'attività mineraria. Per tutto il periodo del dopoguerra fino alla metà degli anni sessanta la vita della città si trascinò sonnolenta, mentre le campagne si spopolavano lentamente per effetto dell'emigrazione. A partire da allora si cominciarono a costituire i nuovi insediamenti di Enna Bassa e del Villaggio Pergusa, a valle di Enna. 
Importanti, ma fugaci, fasi della storia cittadina furono nel 1961 le competizioni automobilistiche di Formula 1 nell'Autodromo di Pergusa sulle rive del lago omonimo, in seguito la nascita del Teatro più vicino alle Stelle nel castello di Lombardia, le gare di Formula 3000 e le esibizioni della Ferrari e di Michael Schumacher a Pergusa.
Il 9 agosto del 1983 si verificò il primo episodio eclatante di mafia: cadde vittima di un agguato Giovanni Mungiovino, esponente di spicco della Democrazia Cristiana e presidente dell'ospedale Umberto I. Giovanni Mungiovino venne punito, secondo la Direzione Distrettuale Antimafia, per aver preso posizione contro i Corleonesi, che decisero di ucciderlo «su deliberazione della commissione regionale, presieduta da Salvatore Riina».

## Dagli anni Novanta ad oggi
Nel 1995 nacque il Consorzio Ennese Universitario (CEU), che attivò a Enna un polo universitario decentrato con corsi di laurea sia dell'Università di Palermo che dell'Università di Catania. Il polo universitario di Enna divenne presto consistente; da ciò ne conseguì la richiesta di istituire una nuova università al Ministero. La regione siciliana sostenne il progetto di una quarta università e ne individuò la sede proprio a Enna. 
Nel 2003 fu costituito un soggetto di diritto privato, la Fondazione Kore, cui venne affidato il compito di proporre l'istituzione di tale ente con la denominazione di Libera università degli studi della Sicilia centrale "Kore" di Enna. Nel luglio 2004, il progetto della Fondazione Kore ricevette il parere favorevole del comitato nazionale per la valutazione del sistema universitario (CNVSU). La Libera Università Kore di Enna avviò le proprie autonome attività nell'anno accademico 2005/2006. 
L'ateneo ennese ha promossa una nuova aspettativa di sviluppo per la città, e ha calamitato in pochi anni migliaia di studenti universitari oltre a 78 milioni di euro d'investimenti per la realizzazione del Campus, il primo e l'unico della Sicilia. La completa autonomia è arrivata con un nuovo statuto approvato del Ministro dell'Istruzione, emanato e pubblicato nel 2016. 
Concomitante lo sviluppo di Enna Bassa oggi diventata semi-centro, per servizi universitari, viabilità stradale e importanza commerciale e residenziale per il territorio.
Un tentativo di svolta per la città fu la realizzazione dell'idroscalo di Enna, al lago Nicoletti; tra il 2007 e il 2008 la struttura di Enna ebbe alcuni collegamenti con l'idroscalo di Siracusa, ma il fallimento della compagnia Aqua Airlines che effettuò la prima serie di voli da e per l'idroscalo ennese bloccò ogni ulteriore sviluppo del progetto.